# 高森 (仙台市)
高森（たかもり)は、宮城県仙台市泉区の町丁。郵便番号は981-3203。人口は8410人、世帯数は3711世帯（2022年1月1日現在）。現行行政地名は高森一丁目から高森八丁目。住居表示は全域で未実施。泉市高森、仙台市高森を経て現在の住所となった。
泉パークタウンの中でも最も古く開発された地区であり、西隣の寺岡とともに泉パークタウンの中心部が構成されている。

## 地理

### 地番変更による新町丁名と旧字名の対照
- 高森一丁目 - 上谷刈字松林、実沢字菅野屋敷・立田谷地・立田山・立田山神・立田山神前、野村字高森・田沢・田原・西沢
- 高森二丁目 - 実沢字立田山・字田山神、野村字高森・立田沢
- 高森三丁目 - 七北田字大沢黒崎、野村字高森・立田沢
- 高森四丁目 - 野村字高森・立田沢・西沢・西原・西原沢・山寺
- 高森五丁目 - 野村字高森・筒岫屋敷・東沢
- 高森六丁目 - 七北田字大沢黒崎、野村字入之沢西・高森
- 高森七丁目 - 七北田字大沢上殿・大沢黒崎、野村字入之沢西・小菅山・高森
- 高森八丁目 - 野村字入之沢西・高森・筒岫屋敷・八幡前

## 歴史

### 沿革
- 1974年（昭和49年）7月9日 - 宅地造成により、泉市大字七北田、実沢、野村、上谷刈の各一部をもって高森一丁目から高森四丁目までを新設。
- 1985年（昭和60年）4月2日 - 宅地造成により、泉市大字七北田、野村の各一部をもって高森五丁目から高森六丁目までを新設。
- 1988年（昭和63年）3月1日 - 仙台市に編入。同日泉市廃止。
- 1989年（平成元年）4月1日 - 仙台市が政令指定都市に指定されたことに伴い泉区が新設。仙台市泉区高森となる。

## 世帯数と人口
2022年（令和4年）1月1日現在の世帯数と人口は以下の通りである。
| 町丁       | 世帯数    | 人口    |
| ---------- | --------- | ------- |
| 高森一丁目 | 457世帯   | 933人   |
| 高森二丁目 | 401世帯   | 836人   |
| 高森三丁目 | 490世帯   | 1,042人 |
| 高森四丁目 | 592世帯   | 1,412人 |
| 高森五丁目 | 341世帯   | 780人   |
| 高森六丁目 | 520世帯   | 1,169人 |
| 高森七丁目 | 668世帯   | 1,639人 |
| 高森八丁目 | 242世帯   | 599人   |
| 計         | 3,711世帯 | 8,410人 |

## 小・中学校の学区
市立小・中学校に通う場合、学区は以下の通りとなる。
| 丁目       | 番地 | 小学校               | 中学校             |
| ---------- | ---- | -------------------- | ------------------ |
| 高森一丁目 | 全域 | 仙台市立高森小学校   | 仙台市立高森中学校 |
| 高森二丁目 | 全域 | 仙台市立高森小学校   | 仙台市立高森中学校 |
| 高森三丁目 | 全域 | 仙台市立高森小学校   | 仙台市立高森中学校 |
| 高森四丁目 | 全域 | 仙台市立高森小学校   | 仙台市立高森中学校 |
| 高森五丁目 | 全域 | 仙台市立高森東小学校 | 仙台市立高森中学校 |
| 高森六丁目 | 全域 | 仙台市立高森東小学校 | 仙台市立高森中学校 |
| 高森七丁目 | 全域 | 仙台市立高森東小学校 | 仙台市立高森中学校 |
| 高森八丁目 | 全域 | 仙台市立高森東小学校 | 仙台市立高森中学校 |

## 交通

### 鉄道
- 町内に鉄道駅はない。最寄りの鉄道駅は仙台市地下鉄南北線の泉中央駅。

### バス
- 宮城交通
  - 高森七丁目 - 高森三丁目東 - 高森三丁目 - 泉パークタウンスポーツガーデン前（18系統）
  - 高森五丁目南 - 高森四丁目南 - 高森ポンプ場前 - 高森ショッピングプラザ - 高森一丁目（13/14/16系統）
  - 高森五丁目南 - 高森四丁目南 - 高森ポンプ場前 - 高森ショッピングプラザ - 高森一丁目 - (地区外) - 泉パークタウンスポーツガーデン前 - 高森三丁目 - 高森三丁目東 - 高森七丁目（12系統）
  - 高森八丁目 - 高森五丁目北 - 高森東公園前 - 高森四丁目 - 高森集会所前 - 高森三丁目西 - 泉パークタウンスポーツガーデン前（10系統）
  - 高森八丁目 - 高森五丁目北 - 高森東公園前 - 高森四丁目 - 高森集会所前 - 高森三丁目西 - 高森三丁目東 - 高森七丁目（11系統）

### 道路
- 宮城県道263号泉ケ丘熊ケ根線
- 宮城県道264号大衡仙台線

## 施設
- 高森市民センター
- 高森児童センター
- 仙台市立高森中学校
- 仙台市立高森小学校
- 仙台市立高森東小学校
- 高森自然公園
- 七十七銀行 高森支店
- 高森ショッピングプラザ